# المدرسة الوطنية للإدارة
المدرسة الوطنية للإدارة ( ENSA ) ( بالعربية: المدرسة الوطنية للإعلام هي مدرسة مغربية عليا أنشئت عام 1948. تأسست بعد اندماج المدرسة الوطنية للإدارة ( ENA ) التي تأسست في عام 1948، ومن هنا جاءت سنة تأسيس المعهد العالي للإدارة الذي تأسس في عام 1996، حصل هذا الاندماج في عام 2015. لديها مهمة تدريب للخدمة المدنية العالية في المغرب. ENSA هي مدرسة تطبيقية، وهي مخصصة في المقام الأول لتدريس جوانب مختلفة من الإدارة الإدارية والتي تستهدف على وجه التحديد العملاء العاملين في الإدارة العامة، المؤسسات العامة والسلطات المحلية.

## تاريخ

### قبل عام 2015
حلت المدرسة الوطنية العليا للإدارة محل  المدرسة الوطنية للإدارة (ENA) والمعهد العالي للإدارة . أرادت ENA و ISA أن تكونا مؤسستين متكاملتين : أنشاءت ENA في عام 1948، ودربت المديرين المتوسطين والعاليين في قطاعات الإدارة العامة. أما بالنسبة لـ ISA ، التي تم إنشاؤها في عام 1996 ، فقد دربت في غضون عامين إما الغير الموظفين المدنيين الحاصلين على دبلومة معترف بها على أنها تعادل البكالوريا +5، أو المديرين التنفيذيين الذين يعملون بالفعل في الإدارة، مما يؤهلهم لتولي مناصب المسؤولية. بعد الاندماج ، تخضع ENSA لإشراف رئيس الحكومة. وهو رئيس مجلس الإدارة لها وضع المؤسسة العامة.

## تعاليم

### التدريب التنافسي الأولي

#### مسابقة
لضمان تجنيد طلابها، تنظم ENSA امتحان دخول مفتوحًا لـ:
- كبار المرشحين من موظفي الخدمة المدنية ، الذين تقل أعمارهم عن 40 عاما ولديهم أقدمية كافية.
- المرشحون غير الموظفين المدنيين، الذين تقل أعمارهم عن 35 عاما، والحاصلين على دبلوم مستوى Bac +5.

يتكون هيكل المسابقة من اختبارين أو ثلاثة اختبارات كتابية واختبار أو اختبارين شفهيين.
من أجل تمكين المرشحين من الاستعداد قدر الإمكان لامتحان القبول لدورة التدريب الأولية ، تنظم ENSA دورة تحضيرية اختيارية (وهي ليست بأي حال من الأحوال شرطا لخوض مسابقة ENSA). يستمر برنامج الدورة التحضيرية شهرين أو ثلاثة أشهر ويأخذ شكل مؤتمرات مواضيعية ومؤتمرات منهجية يقودها أساتذة باحثون متخصصون في العلوم الإدارية والاقتصادية والقانونية والإدارية العامة بالإضافة إلى الممارسين.

#### مقرر
تهدف الدورة التدريبية الأولية ، التي تستمر 24 شهرًا ، بما في ذلك 6 أشهر مخصصة للتدريب العملي ، إلى تدريب مديرين ذوي إمكانات عالية قادرين على تنفيذ مهام التصميم والتخطيط والرصد والتقييم.البرامج والسياسات العامة في مختلف الإدارات والمؤسسات العامة والمحلية سلطات. تتم الموافقة على الدورة التدريبية من خلال الحصول على الشهادة المدرسية التي تتيح الوصول ، من بين أمور أخرى ، إلى الخدمة المدنية العليا.

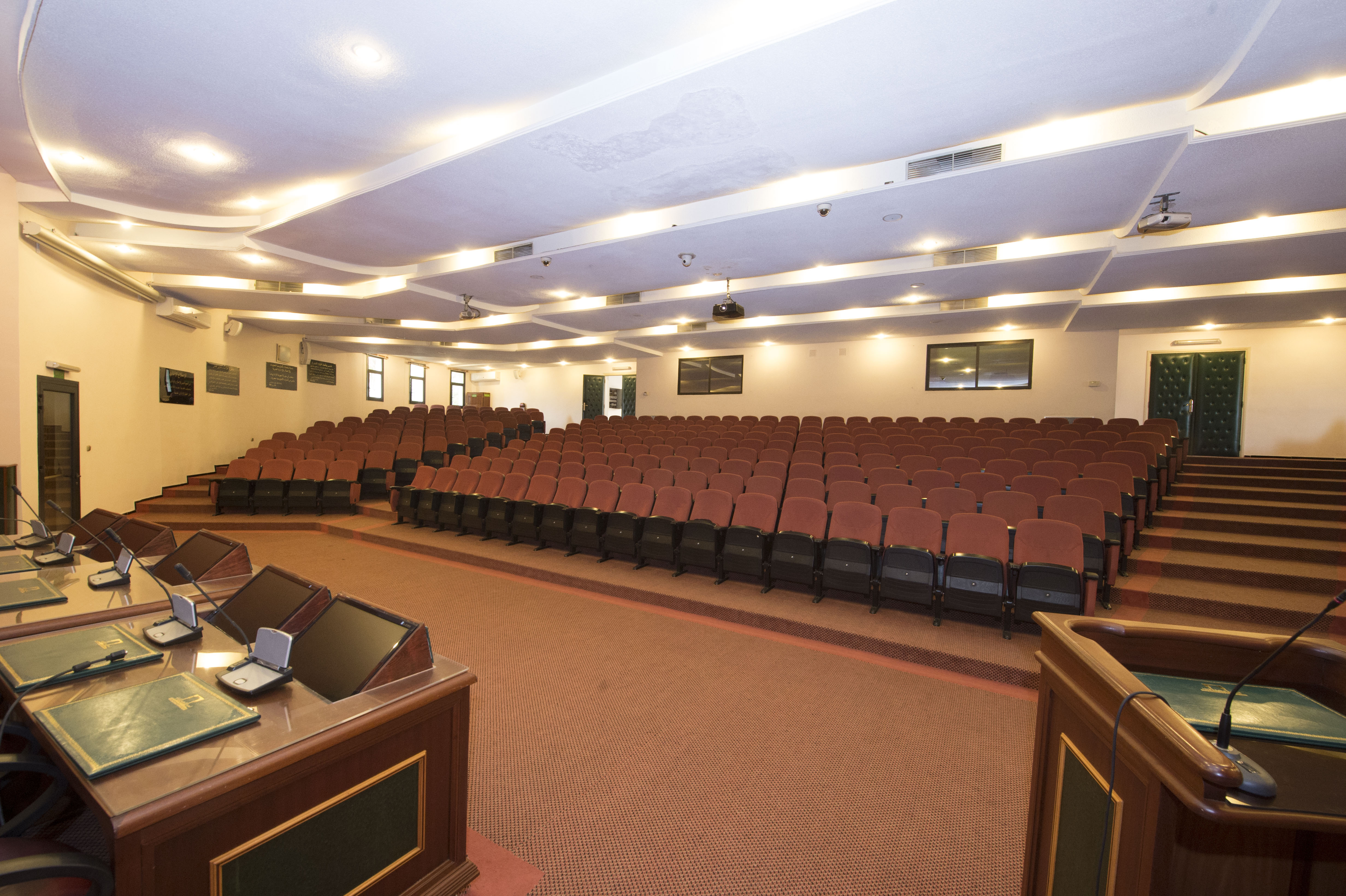
مدرج

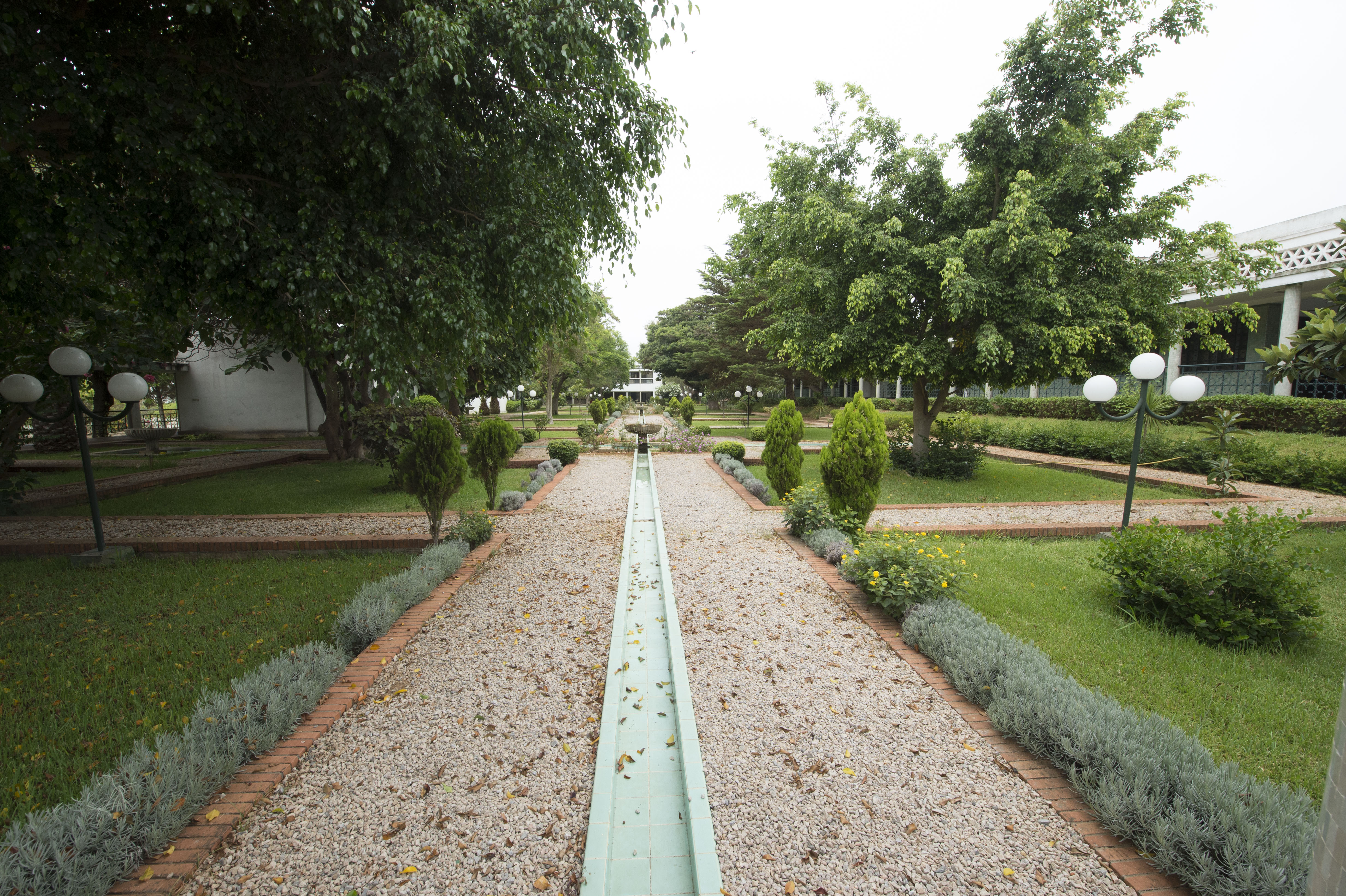
حديقة إنسا بالرباط

يجوز ل ENSA، وفقا للمبادئ التوجيهية الحكومية أو تطبيقا للاتفاقيات الدولية، استقبال الطلاب الأجانب في دوراتها التدريبية.

#### منافذ وتصنيف الخروج
يدمج طلاب ENSA في مختلف هيئات الخدمة المدنية المغربية عند تخرجهم وفقا لتميز نتائجهم. [المرجع مطلوب]

### اكمال التعليم
ينظم التعليم المستمر في ENSA في جلسات قصيرة المدى، مخصصة للمديرين المتوسطين والكبار في الخدمة العامة. كما يجوز للمدرسة، كجزء من المهام الموكلة إليها، تنظيم دورات التعليم المستمر أو إجراء تقييمات الخبراء أو الاستشارات لصالح الدول الأجنبية والمنظمات الدولية.

## مراكز التوثيق
تمتلك ENSA مكتبة تتكون من 40 000 ouvrages وحوالي مائة عنوان من الدوريات.

## إدارة المدرسة
ENSA هي مؤسسة عامة ذات طبيعة إدارية تخضع لإشراف رئيس الحكومة. يدار من قبل مجلس إدارة ويديره مدير عام.
يعين مدير عام المدرسة وفقا للقوانين والأنظمة المعمول بها بشأن التعيين في الوظائف العليا، وتكون له جميع الصلاحيات والواجبات اللازمة لإدارة المدرسة.

### اتجاه عام
المدير العام :
| مدير عام    | تاريخ الموعد |
| ----------- | ------------ |
| رشيد ملياني | 2016         |

## المذكرات و المراجع
1. ↑  GRID Release 2017-05-22 (ط. 2017-05-22)، 22 مايو 2017، DOI:10.6084/M9.FIGSHARE.5032286، QID:Q30141628
2. ↑  "L'Ensa, futur vivier des hauts commis de l'Etat, verra le jour en 2014". Medias24 - Site d'information (بfr-fr). Archived from the original on 2023-05-23. Retrieved 2017-03-31.{{استشهاد ويب}}:  صيانة الاستشهاد: لغة غير مدعومة (link)
3. ↑  "L'ENSA remplace l'ENA: le projet de loi adopté en commission". Telquel.ma. 15 يناير 2015. مؤرشف من الأصل في 2023-05-23. اطلع عليه بتاريخ 2017-03-31.
4. ↑  "Concours École Administration ENSA Rabat 2016 | Supmaroc". www.supmaroc.com (بfr-FR). Archived from the original on 2023-05-23. Retrieved 2017-03-31.{{استشهاد ويب}}:  صيانة الاستشهاد: لغة غير مدعومة (link)
5. ↑  "المدرسة الوطنية العليا للإدارة". www.mmsp.gov.ma (بالفرنسية). Archived from the original on 2023-05-29. Retrieved 2017-03-31.

## مقالات ذات صلة
- الموقع الرسمي لـ ENA في فرنسا
- الموقع الرسمي لـ ENAP في كيبيك